# Vesícula biliar de porcelana
A vesícula biliar de porcelana é uma calcificação da vesícula biliar acreditada ser causada pelos cálculos biliares excessivos, embora a causa exata não esteja clara. Como na doença de cálculo biliar em geral, esta condição ocorre predominantemente em pacientes femininas de meia-idade com sobrepreso. É uma variante morfológica da colecistite crônica. A cicatrização inflamatória da parede, combinada à calcificação distrófica dentro da parede transforma a vesícula biliar em um vaso assemelhado à porcelana.

## Associação com câncer
A vesícula biliar de porcelana é associada ao câncer da vesícula biliar, mas a natureza precisa da associação é incerta. Dois artigos de revisão examinaram a associação entre o câncer da vesícula biliar e a vesícula biliar calcificada. Um estudo relatou uma incidência câncer da vesícula biliar de cerca de 1% em pacientes com vesícula biliar calcificada.[carece de fontes?] Um outro estudo descobriu que das 69 vesículas biliares calcificadas, 3 delas continham câncer.

## Sintomas
Os sintomas podem incluir dor abdominal (especialmente após comer), icterícia, e vômito. O primeiro sintoma a aparecer é a icterícia seguida de uma dor no quadrante superior direito.

## Diagnóstico
Radiografia abdominal (raio-X), ultrassom abdominal ou tomografia computadorizada.

## Tratamento
O tratamento recomendado é a remoção cirúrgica da vesícula biliar, embora a colecistectomia laparoscópica seja contra-indicada no caso, pelo medo de semear as células de câncer em locais trochar.